# León VI (papa)
León VI (Roma, ¿?-Roma, diciembre de 928) fue el 123.er papa de la Iglesia católica, en 928.

## Biografía

### Primeros años
Nació dentro de una familia romana, siendo hijo de un tal Cristóbal (Christophorus), quien se desempeñó como primicerio durante el papado de Juan VIII, alrededor de 876. La tradición lo hace un miembro de la familia Sanguini.
Antes de ser elegido papa era cardenal presbítero de la Iglesia de Santa Susana.

### Papado
Fue elegido papa en mayo de 928; a su vez el quinto papa del periodo conocido como "pornocracia". 
Al igual que sus predecesores, fue elegido gracias al apoyo e influencia del senador romano Teofilacto I, su esposa Teodora y la hija de ambos Marozia.
Elegido papa cuando su predecesor Juan X seguía vivo pero encarcelado. 
Durante su breve pontificado no constan hechos de relevancia. 
Falleció, en diciembre de 928, asesinado por orden de Marozia.
De su obra sólo se conserva una carta a los obispos de Dalmacia en las que les exhorta a obedecer al arzobispo de Split.